# Les Sœurs Reed
Pour les articles homonymes, voir Reed et Sisters.
Les Sœurs Reed (Sisters) est une série télévisée américaine en 127 épisodes de 44 minutes, créée par Ron Cowen et Daniel Lipman, et diffusée entre le 11 mai 1991 et le 4 mai 1996 sur le réseau NBC.
En France, la série a été diffusée à partir du 19 février 1996 sur RTL9, et au Québec à partir du 1er septembre 1997 à la Télévision de Radio-Canada.

## Synopsis
Cette série met en scène la vie de quatre sœurs, avec ses bonheurs et ses drames.

## Distribution

### Acteurs principaux
- Sela Ward (VF : Maïk Darah) : Theodora « Teddy » Reed (épouse Falconer puis Sorenson)
- Patricia Kalember (VF : Blanche Ravalec) : Georgiana « Georgie » Reed Whitsig
- Swoosie Kurtz (VF : Claude Chantal) : Alexandra « Alex » Reed Halsey
- Julianne Phillips (VF : Hélène Chanson) : Francesca « Frankie » Reed
- Elizabeth Hoffman (VF : Jane Val) : Beatrice « Bea » Reed Ventor
- Garrett M. Brown (VF : Michel Le Royer) : John Whitsig
- Ed Marinaro (en) (VF : Michel Bedetti) : Mitchell « Mitch » Margolis
- Sheila Kelley (VF : Brigitte Virtudes) : Dr Charlotte « Charley » Bennett (2)
- Heather McAdam (en) (VF : Naïké Fauveau) : Catherine « Cat » Margolis

### Acteurs récurrents
- Paul Rudd : Kirby Philby (saisons 3 à 6)
- George Clooney (VF : Antoine Tomé) : inspecteur James Falconer (saisons 3 à 5)
- John Wesley Shipp (VF : Olivier Destrez) : Lucky (saison 5)
- Michael Whaley (en) (VF : Emmanuel Karsen) : Dr Wesley « Wes » Hayes (saison 5)
- Gregory Harrison (VF : François Leccia) : Daniel Albright (saison 5)
- Stephen Collins (VF : Jean-Luc Kayser) : Dr Gabriel « Gabe » Sorenson (saison 5)
- Eric Close (VF : Jean-Pierre Falloux) : William « Billy » Griffin (saison 6)
- Joe Flanigan (VF : Guillaume Lebon) : Brian Cordovas (saison 6)

Source VF : Doublage Séries Database

## Épisodes

### Première saison (1991)
1. Le Déménagement (Moving In, Moving Out, Moving On)
2. Quatre-vingts pour cent (80 %)
3. Rivalités (A Thousand Sprinkles)
4. Un père modèle (Devoted Husband, Loving Father)
5. Les Femmes (Of Mice and Women)
6. Déjà vu (Deja Vu All Over Again)
7. Un jour en juillet (Some Tuesday in July)

### Deuxième saison (1991-1992)
1. Une pour l'an prochain (One to Grow On)
2. Une image de la perfection (The Picture of Perfection)
3. Le Prix du divorce (Strikes and Spares)
4. Accommodements (Living Arrangements)
5. Réapprendre à vivre (A Kiss Is Still a Kiss)
6. Liberté n'est pas un vain mot (Freedom's Just Another Word)
7. La famille s'agrandit (The Family Way)
8. Amitiés (The Kindness of Strangers)
9. À travers le miroir (Georgie Through the Looking Glass)
10. Deux pas en avant, trois pas en arrière (Two Steps Forward, Three Steps Back)
11. Un réveillon flippant (Eggnog)
12. Aidez-vous les uns les autres (Good Help Is Hard to Find)
13. Pêches en eaux troubles (Troubled Waters)
14. La Fin et les moyens (Working Girls)
15. Les Joies de la politique (Tippecanoe and Georgie, Too!)
16. Les Quatre Éléments (The Four Elements)
17. Une question de vie ou de mort (A Matter of Life and Death)
18. La Première Fois (The First Time)
19. Âmes vides (Empty Rooms)
20. Mise au point (Heart and Soul)
21. Le Choix de Sarah (Pandora's Box)
22. Parce que c'était elle, parce que c'était moi (Not in a Million Years)

### Troisième saison (1992-1993)
1. Le Mariage (Sunstroke)
2. L'argent ne fait pas le bonheur (The Bottom Line)
3. La Terre promise (A Promise Kept)
4. Et dieu rigole ! (And God Laughs)
5. Un défaut héréditaire (Sins of the Mothers)
6. Hantise (Lost Souls)
7. Un accident peut toujours arriver (Accidents Will Happen)
8. Accouchement dans la douleur (Crash and Born)
9. Rang d'honneur (The Best Seats in the House)
10. Jalousies (Rivals)
11. Portrait d'artistes (Portrait of the Artists)
12. Une question d'éducation (Teach Your Children Well)
13. Les Grandes Décisions (All That Glitters)
14. Un peu d'élégance, mesdames (Crimes and Ms. Demeanors)
15. Toute la vérité (The Whole Truth)
16. Les temps sont durs (Things Are Tough All Over)
17. Fiction ou Réalité (Moving Pictures)
18. L'Ironie du sort (Mirror, Mirror)
19. Rien ne sera plus comme avant (Different)
20. Chère Géorgie (Dear Georgie)
21. Autres jours, autres amours (Some Other Time)
22. Lumière froide (The Cold Light of Day)
23. Tout passe, tout lasse, tout casse (Out of the Ashes)
24. La Cerise sur le gâteau (The Icing on the Cake)

### Quatrième saison (1993-1994)
1. Contre la montre (Back on Track)
2. Le Pays des enfants perdus (The Land of the Lost Children)
3. Démons (Demons)
4. Nouveaux Départs (A Kick in the Caboose)
5. Découvertes (Sleepless in Winnetka)
6. Le Procès (The Good Daughter)
7. Quelque chose en commun (Something in Common)
8. Retour de flammes (A Bolt from the Blue)
9. Avec les meilleures intentions du monde (The Best Intentions)
10. Ce que l'on fait par amour (The Things We Do for Love)
11. Cœur d'ange (Broken Angel)
12. Réflexion faite (Second Thoughts)
13. Une lueur d'espoir (A Path Through the Snow)
14. Quelques mélanges explosifs (Chemical Reactions)
15. Poison (Poison)
16. Un nœud de vipères (Tangled Webs)
17. La St Valentin (Up to His Old Tricks)
18. Bon sang ne peut mentir (Blood Is Thicker Than Water)
19. Il faut qu'une porte… (Lock and Key)
20. Tout fout le camp (Life Upside-Down)
21. Une chanson contre l'oubli (Protective Measures)
22. De l'électricité dans l'air (Up in the Air)

### Cinquième saison (1994-1995)
1. Colis piégé (Bombshell)
2. Traces profondes (Blinders)
3. Je n'ai d'yeux que pour vous (I Only Have Eyes for You)
4. La Feuille d'automne (Falling Leaves)
5. Héros (Heroes)
6. Scandales (Scandalous)
7. K.O pour le compte (Down for the Count)
8. Réunion de famille improvisée (Cold Turkey)
9. Le Paradis perdu (Paradise Lost)
10. Aux petits soins (Twilight Time)
11. Quand l'enfant disparaît (A Child Is Given)
12. Souffrir pour être belle (No Pain, No Gain)
13. Une berceuse pour mon père (A Lullaby to My Father)
14. Une bonne action (A Good Deed)
15. Une maison à tour de rôles (A House Divided)
16. Le Temps des adieux (A Proper Farewell)
17. L'Ange de la mort (Angel of Death)
18. Coucher avec le diable (Sleeping with the Devil)
19. Le Jour du jugement (Judgment Day)
20. Je t'ai donné ma parole (Word of Honor)
21. Quand revient le passé (Remembrance of Sisters Past)
22. Seconde Chance (A Fighting Chance)
23. Battements de cœurs (Matters of the Heart)
24. Mai enchanté (Enchanted May)

### Sixième saison (1995-1996)
1. Le Centième Anniversaire (100)
2. Comment sortir du bois ? (Out of the Woods)
3. Passion de jeunesse (The Passion of Our Youth)
4. Une journée sans fin (One Fine Day)
5. Chassé - croisé (Deceit)
6. La Fin du monde (For Everything a Season: Part 1)
7. Au tournant de la vie (For Everything a Season: Part 2)
8. Deuxième Étape (Renaissance Woman)
9. Au voleur ! (A Perfectly Reasonable Explanation)
10. La Belle au bois dormant (Sleeping Beauty)
11. Quand la barre est trop haute (A Tough Act to Follow)
12. Un cœur à remplacer (A Sudden Change of Heart)
13. Chasse à l'homme (The Man That Got Away)
14. Des papillons dans l'estomac (Double, Double, Toil and Trouble)
15. Usurpateurs (Impersonators)
16. La Malédiction (The Best Man)
17. Un léger contretemps (A Little Snag)
18. En route pour Springfield (Don't Go to Springfield)
19. Pas de fumée sans feux (Where There's Smoke…)
20. La Maison du lac (Leap Before You Look)
21. Rêve de grand-mère (Dreamcatcher)
22. Le Choix (The Price)
23. La Pâques juive (Guess Who's Coming to Seder)
24. Dernier Acte (Nothing Personal)
25. Le Grand Nettoyage (Housecleaning)
26. Le Pari de tous les dangers (Taking a Gamble)
27. L'amour d'une mère, amour que nul n'oublie [1/2] (War and Peace: Part 1)
28. L'amour d'une mère, amour que nul n'oublie [2/2] (War and Peace: Part 2)

## Récompenses
- Emmy Award 1994 : Meilleure actrice dans une série dramatique pour Sela Ward